# Kongelige Norske Sjøforsvaret
Kongelige Norske Sjøforsvaret, più brevemente Sjøforsvaret o informalmente "Marinen", spesso abbreviato con RNoN, è il nome ufficiale della Reale marina norvegese, la marina militare della Norvegia. Diffusa è anche la denominazione in inglese di Royal Norwegian Navy.

## Storia
La prima forza navale norvegese risale al 955, quando Håkon il buono stabilì il Leidang, una leva forzata che serviva a costituire una forza di navale difesa costiera. Questa forza col tempo venne ricreata per l'occasione durante il regno comune tra Norvegia e Danimarca, come Regia marina dano-norvegese, che rimase attiva dal 1509 al 1814, anno in cui venne costituita la flotta norvegese il 12 aprile dal principe Cristiano Federico. Comunque buona parte del personale della flotta comune era norvegese tanto che nel 1709 su 15.000 marinai arruolati, 10.000 erano norvegesi. Della flotta guidata dal famoso comandante Peter Tordenskjold, cui venne intitolata una corazzata costiera, che effettuò il raid di Dynekil, l'80% dei marinai e il 90% dei soldati era norvegese.

Insegna Navale dal 1905
Insegna tra 1844 e 1905 (durante l'Unione tra Svezia e Norvegia)
Insegna navale 1815–1844 (durante l'Unione tra Svezia e Norvegia, usata anche dalla marina militare svedese)
Jack navale dal 1905
Jack navale tra 1844 e 1905 (durante l'Unione tra Svezia e Norvegia, usata anche dalla marina militare svedese)

In tempi più recenti la Norvegia rimase neutrale durante la prima guerra mondiale e venne invasa dai tedeschi durante la seconda guerra mondiale con la Campagna di Norvegia. I marinai norvegesi che ripararono all'estero su 5 navi da guerra, insieme al governo del re Haakon VII evacuato per altra via, equipaggiarono molte navi sotto il comando Alleato che combatterono in servizio di scorta durante la Battaglia dell'Atlantico; 10 navi parteciparono all'Operazione Overlord. Nello sbarco, il cacciatorpediniere Svenner venne silurato ed affondato da unità leggere tedesche.

## Flotta

### Sottomarini
| Sottomarini | Sottomarini | Sottomarini                                                                     | Sottomarini | Sottomarini  | Sottomarini                   | Sottomarini |
| Immagine    | Classe      | Unità                                                                           | Tipo        | Dislocamento | EIS                           | Note        |
| ----------- | ----------- | ------------------------------------------------------------------------------- | ----------- | ------------ | ----------------------------- | ----------- |
|             | classe Ula  | Ula (S300) Utsira (S301) Utstein (S302) Utvær (S303) Uthaug (S304) Uredd (S305) | SSK         | 1500 t       | 1989 1992 1991 1990 1991 1990 |             |

### Navi da combattimento
| Fregate  | Fregate                | Fregate                                                                                 | Fregate                  | Fregate      | Fregate             | Fregate                                                                                                |
| Immagine | Classe                 | Unità                                                                                   | Tipo                     | Dislocamento | EIS                 | Note                                                                                                   |
| -------- | ---------------------- | --------------------------------------------------------------------------------------- | ------------------------ | ------------ | ------------------- | --- |
|          | Classe Fridtjof Nansen | Fridtjof Nansen (F310) Roald Amundsen (F311) Otto Sverdrup (F312) Thor Heyerdahl (F314) | Fregate Antisommergibile | 5290 t       | 2006 2007 2008 2011 | la fregata Helge Ingstad (F313) è affondata dopo la collisione con una petroliera il 13 novembre 2018. |

| Cacciamine | Cacciamine      | Cacciamine                 | Cacciamine | Cacciamine   | Cacciamine | Cacciamine                                |
| Immagine   | Classe          | Unità                      | Tipo       | Dislocamento | EIS        | Note                                      |
| ---------- | --------------- | -------------------------- | ---------- | ------------ | ---------- | ----------------------------------------- |
|            | Classe Nordkapp | Nordkapp (A531)            | Cacciamine | 3200 t       | 2022       | ex pattugliatore costiero (W320) dal 1980 |
|            | Classe Oksøy    | Måløy (M342) Hinnøy (M343) | Cacciamine | 375 t        | 1994       |                                           |
|            | Classe Alta     | Otra (M351) Rauma (M352)   | Cacciamine | 375 t        | 1996       |                                           |

| Corvette | Corvette      | Corvette                                                                       | Corvette | Corvette     | Corvette            | Corvette |
| Immagine | Classe        | Unità                                                                          | Tipo     | Dislocamento | EIS                 | Note     |
| -------- | ------------- | ------------------------------------------------------------------------------ | -------- | ------------ | ------------------- | -------- |
|          | classe Skjold | Skjold (P960) Storm (P961) Skudd (P962) Steil (P963) Glimt (P964) Gnist (P965) | Corvetta | 650t         | 1999 2010 2011 2012 |          |

### Navi di sostegno

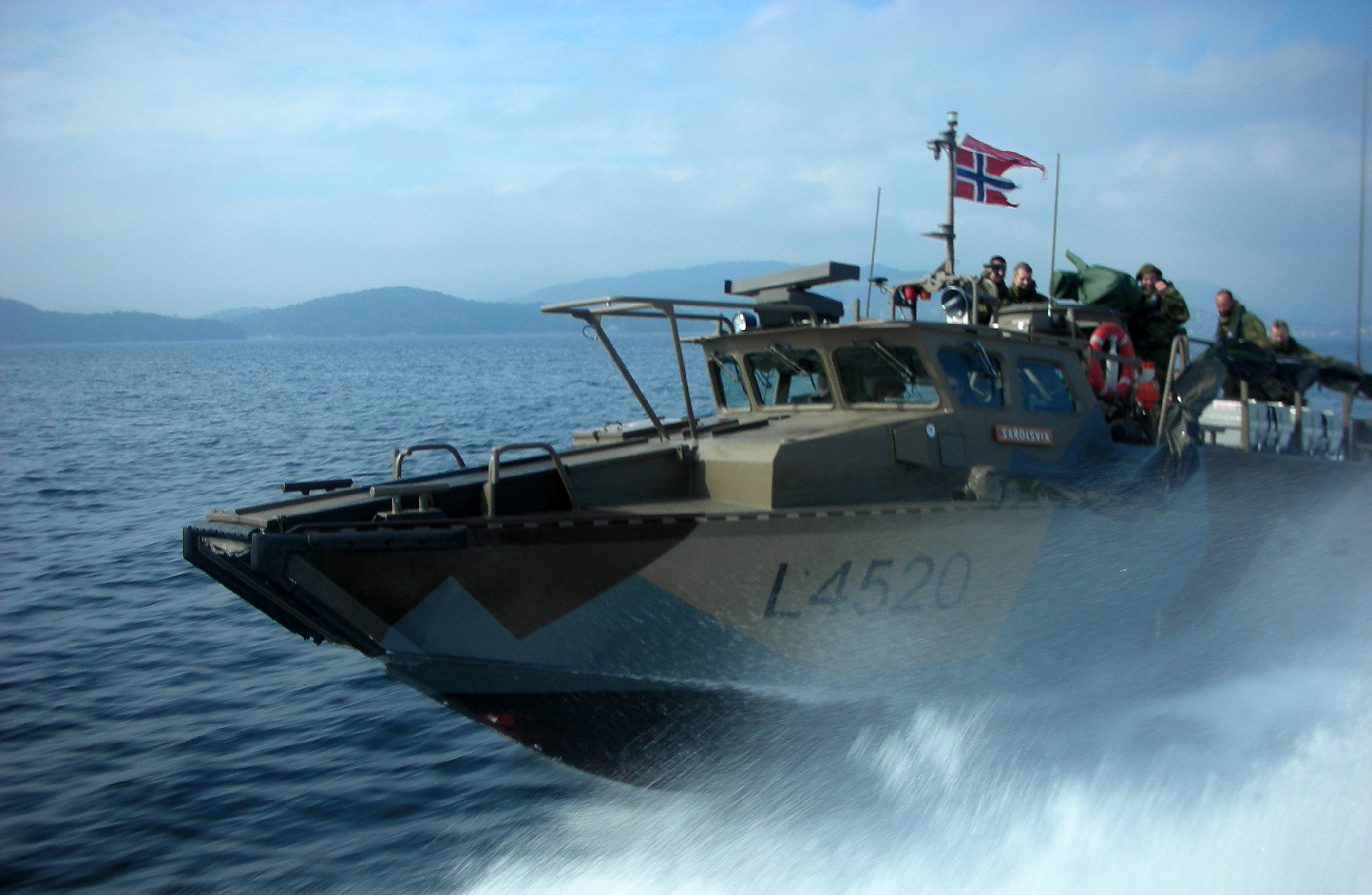
Skrolsvik (L4520), un battello di tipo Combat Boat 90N

| Navi ausiliarie | Navi ausiliarie | Navi ausiliarie                               | Navi ausiliarie | Navi ausiliarie | Navi ausiliarie | Navi ausiliarie                                                                                        |
| Immagine        | Classe          | Unità                                         | Tipo            | Dislocamento    | EIS             | Note                                                                                                   |
| --------------- | --------------- | --------------------------------------------- | --------------- | --------------- | --------------- | --- |
|                 | classe Maud     | Maud (A530)                                   | Nave ausiliaria | 27500 t         | 2019            | |
|                 | classe Reine    | Olav Trygvasson (A536) Magnus Lagabøte (A537) | Nave ausiliaria | 760 t           | 2010            | Nel 2013 le due navi della classe Reine furono trasferite dalla Guardia Costiera alla Marina militare. |
|                 | classe Norge    | Norge (A553)                                  | Yacht           | 1628 t          | 1947            | Yacht reale                                                                                            |

### Gruppo Operazioni Speciali
| Squadrone Battelli Tattici | Squadrone Battelli Tattici | Squadrone Battelli Tattici | Squadrone Battelli Tattici | Squadrone Battelli Tattici | Squadrone Battelli Tattici | Squadrone Battelli Tattici |
| Immagine                   | Classe                     | Unità | Tipo                       | Dislocamento               | EIS                        | Note                       |
| -------------------------- | -------------------------- | --- | -------------------------- | -------------------------- | -------------------------- | -------------------------- |
|                            | Combat Boat 90N            | Trondenes Skrolsvik Kråkenes Stangnes Kjøkøy Mørvika Kopås Tangen Oddane Malmøya Hysnes Brettingen Løkhaug Søviknes Hellen Osternes Fjell Lerøy Torås Møvik | unità d'assalto veloce     | 20,5 t                     | 1996                       |                            |

- Commando operazioni speciali navali (Naval Ranger Command)
- Comando pattugliatori costieri
- Comando sommozzatori sminatori norvegesi